# Œuvre anatomique de Léonard de Vinci

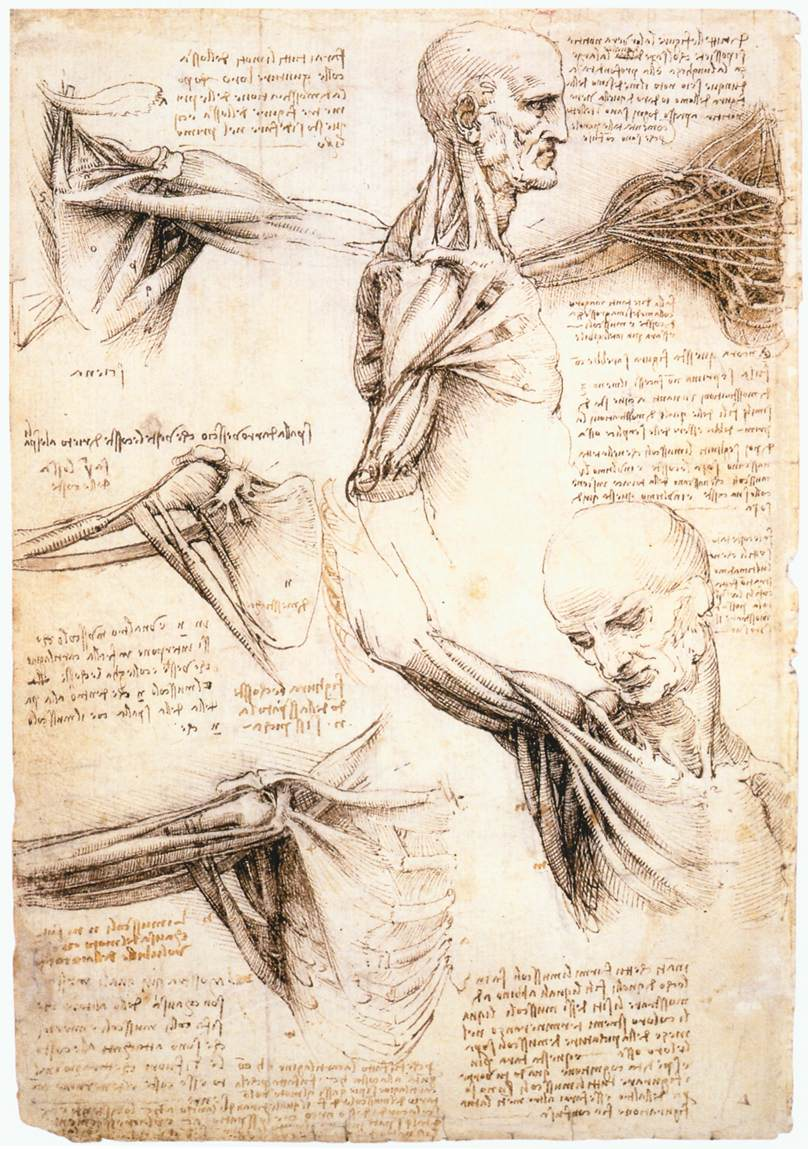
Léonard de Vinci, études des muscles de l'épaule.

L'œuvre anatomique de Léonard de Vinci est constituée des dessins et études sur le corps humain ses structures et son fonctionnement ainsi que des études d'anatomie animale par l'artiste florentin.
Elle comprend 228 planches dessinées et annotées réparties en trois périodes créatrices de l'artiste (1487, 1506-1510 et après 1510). Les études anatomiques de Léonard de Vinci représentent l'une des plus importantes contributions à la science de l'anatomie de la Renaissance. Ses premières études se concentraient sur l'anatomie superficielle, ce qui en fait le précurseur de l'anatomie artistique et servaient de base à ses réalisations artistiques.
Ensuite, il s'oriente vers l'étude du fonctionnement interne du corps humain. Cette évolution est consécutive des dissections de cadavres que l'artiste va pratiquer vers 1506, alors que ses premières études étaient marquées par la lecture des travaux anatomiques de Galien. Ces études devaient servir de base à un traité de l'anatomie que Léonard de Vinci ne termina jamais. Des 228 planches conservées, 215 font partie de la collection de la bibliothèque royale, du château de Windsor.